# ACTRU Premier Division
Pour les articles homonymes, voir Shield.
Le ACTRU Premier Division (Australian Capital Territory Rugby Union Premier Division) est une compétition de rugby à XV qui se déroule en Australie en avril et mai et met aux prises les sept meilleurs clubs de Canberra (Territoire de la capitale australienne). 
Le vainqueur remporte la John I Dent Cup.

## Palmarès
| Année | Vainqueur                |
| ----- | ------------------------ |
| 1938  | Royal Military College   |
| 1939  | Royal Military College   |
| 1940  | Northern Suburbs         |
| ...   | ...                      |
| 2009  | MelboTuggeranong Vikings |
| 2010  | Queanbeyan Whites        |
| 2011  | MelboTuggeranong Vikings |
| 2012  | MelboTuggeranong Vikings |
| 2012  | MelboTuggeranong Vikings |
| 2013  | MelboTuggeranong Vikings |
| 2015  | Canberra Royals          |